# Mariana de la noche (telenovela mexicana)
Mariana de la noche es una telenovela mexicana, producida por Salvador Mejía para Televisa en el año 2003. Es una versión de la telenovela venezolana del mismo nombre del año 1975, original de Delia Fiallo.
Está protagonizada por Alejandra Barros y Jorge Salinas, y con las participaciones antagónicas de Angelica Rivera, César Évora, Roberto Blandón, Sergio Acosta y Marjorie de Sousa; además de las actuaciones estelares de Adriana Fonseca, Patricia Navidad, René Strickler, Alma Muriel y los primeros actores María Rojo, José Carlos Ruiz y Patricia Reyes Spíndola.

## Argumento
Mariana Montenegro, una joven bella e inocente, lleva consigo una maldición. En el pequeño pueblo minero donde vive, todos los hombres que se enamoran de ella tarde o temprano sufren un fatal final, la muerte. Ella es hija de Atilio Montenegro, un hombre poderoso y cruel que la sobreprotege, aislándola de todo lo que ocurre en el pueblo. Además de que está obsesionado con ella y no permite que ningún otro hombre se le acerque.
Mariana ha crecido al lado de su tía Isabel, que ha cuidado de ella como si fuera su madre, su hermana Chachi, una joven caprichosa que siempre ha envidiado todo lo que hace feliz a Mariana y su tía Marcia, una mujer fría, cruel y calculadora que no le importa pasar por encima de cualquiera con tal de conseguir lo que busca y que se da bien con Mariana hasta un cierto momento.
Al pueblo llega Ignacio Lugo Navarro, un hombre que busca la verdad sobre el asesinato de sus padres en el pasado, ocultando su verdadera identidad; bajo el nombre de Halcón Luna. Ignacio queda deslumbrado por la belleza de Mariana, y ella encuentra en él al hombre que siempre había anhelado, entre los dos se desencadena un amor y una pasión de la cual no pueden escapar. A pesar de las advertencias sobre la maldición que ronda a Mariana, Ignacio decide jugársela por ella, sin importar que en esa batalla encuentre la muerte. Pero Marcia, obsesionada por Ignacio, al darse cuenta de la felicidad que llega a la vida de su sobrina, empieza a elaborar toda clase de artimañas con su hermano Atilio para lograr separarlos para siempre.

## Elenco
- Alejandra Barros - Mariana Montenegro Madrigal / Elisa Madrigal de Montenegro
- Jorge Salinas - Ignacio Lugo-Navarro Vargas "Halcón Luna"
- Angelica Rivera - Marcia Montenegro de Lugo-Navarro
- César Évora - Atilio Montenegro
- Patricia Navidad - Yadira de Guerrero
- Adriana Fonseca - Caridad "Chachi" Montenegro
- René Strickler - Dr. Camilo Guerrero
- Azela Robinson - Carmen García
- Alma Muriel - Isabel Montenegro
- María Rojo - Lucrecia Vargas
- José Carlos Ruiz - Isidro Valtierra
- Patricia Reyes Spíndola - María Dolores "María Lola"
- Raúl Ramírez - Padre Pedro
- Roberto Blandón - Iván Lugo-Navarro
- Marjorie de Sousa - Carol Montero
- Aurora Clavel - Mamá Lupe
- Rafael Rojas - Ing. Gerardo Montiel
- Sergio Acosta - Cumache Camacho
- Ignacio Guadalupe - Mediomundo Páramo
- Aleida Núñez - Miguelina de Páramo
- Daniel Continente - Padre Juan Pablo Guerrero
- Verónika con K - Ruth Samanéz
- Patricia Romero - Doris
- Esther Barroso - Cándida Chávez
- Arturo Muñoz - Max Moraje
- Esperanza Rendón - Vilma Olvera
- Gabriel Roustand - Zamora
- Manuel Raviela - Benito
- Valentino Lanús - Javier Mendieta
- Jaime Lozano - Eladio González
- Salvador Garcini - Lauro
- Benjamín Islas - Liborio Hernández
- Liza Willert - Juanita López y Fuster
- Socorro Bonilla - Nelly
- Carlos de la Mota - Damián
- Edwin Luna - Carlos
- Marcelo Buquet - Ing. José Ramón Martínez (#1)
- Miguel de León - Ing. José Ramón Martínez (#2)
- Eduardo Noriega - Sr. Noriega
- Agustín Arana - Oropo
- Alexandra Graña - Jimena
- Carlos Amador - Sergio López
- Roberto Vander - Ángel Villaverde
- Diana Molinari -  Alma Madrigal
- Roberto Ruy - Miztli
- Sandra Montoya - Itzel
- Joustein Roustand - Gonzalito González
- Ileana Montserrat -  Teresita
- José Luis Avendaño - Francisco
- Ana Hally
- Xorge Noble - Comandante Aragón
- Ricardo Vera - Comandante Romo
- Sergio Jurado - Jorge Soto Moreno
- Juan Ignacio Aranda - Dr. Jorge Lozano
- Antonio Salaberry - Manuel Rivero
- Gerardo Klein - Doctor
- Jorge Pascual Rubio - Abogado

## Premios y nominaciones

### Premios TVyNovelas 2004
| Categoría               | Nominado(a)             | Resultado |
| ----------------------- | ----------------------- | --------- |
| Mejor telenovela        | Salvador Mejía          | Nominado  |
| Mejor actor protagónico | Jorge Salinas           | Nominado  |
| Mejor villana           | Angélica Rivera         | Ganadora  |
| Mejor villano           | César Évora             | Ganador   |
| Mejor primera actriz    | Patricia Reyes Spíndola | Nominada  |
| Mejor primer actor      | José Carlos Ruiz        | Nominado  |
| Mejor actriz de reparto | Adriana Fonseca         | Nominada  |

### Premios Palmas de Oro 2004
| Categoría               | Nominado(a)             | Resultado |
| ----------------------- | ----------------------- | --------- |
| Mejor telenovela        | Salvador Mejia          | Ganador   |
| Mejor actriz            | Alejandra Barros        | Ganadora  |
| Mejor actor             | Jorge Salinas           | Ganador   |
| Mejor actriz antagónica | Angélica Rivera         | Ganadora  |
| Mejor actor antagónico  | César Évora             | Ganador   |
| Mejor actriz de reparto | Patricia Navidad        | Nominada  |
| Mejor actriz de reparto | Adriana Fonseca         | Ganadora  |
| Mejor primera actriz    | Patricia Reyes Spíndola | Ganadora  |

### Premios Bravo 2004
| Categoría    | Nominada                | Resultado |
| ------------ | ----------------------- | --------- |
| Mejor actriz | Patricia Reyes Spíndola | Ganadora  |

### Premios ACE 2005
| Categoría                   | Nominado(a)     | Resultado |
| --------------------------- | --------------- | --------- |
| Rostro femenino del año     | Angélica Rivera | Nominada  |
| Mejor coactuación masculina | César Évora     | Nominado  |

## Versiones
- La primera versión, también titulada Mariana de la noche, fue realizada en Venezuela en 1976 por el canal venezolano Venevisión y estuvo protagonizada por Lupita Ferrer y José Bardina y los roles antagónicos Martín Lantigua e Ivonne Attas.
- La segunda versión fue realizada también en Venezuela por el canal RCTV en 1988 bajo el título Selva María, y estuvo protagonizada por Mariela Alcalá y Franklin Virgüez y en los roles antagónicos Guillermo Ferran e Hilda Abrahamz.